# ايفواير
ايفواير (بالبرتغالية: Evair Aparecido Paulino) (مواليد 21 فبراير 1965) هو لاعب كرة قدم. يلعب مع منتخب البرازيل لكرة القدم منذ عام 1992.

## وصلات خارجية
- ايفواير على موقع رابطة كرة القدم اليابانية للمحترفين (اليابانية)
- ايفواير على موقع قاعدة بيانات كرة القدم.إي يو (الإنجليزية)
- ايفواير على موقع ناشيونال فوتبول تيمز (الإنجليزية)
- ايفواير على موقع Soccerway.com (الإنجليزية)
- ايفواير على موقع عالم كرة القدم.نت (الإنجليزية)
- National Football Teams